# Camillo Scroffa
Camillo Scroffa (Vicenza, 1526 o 1527 – Vicenza, 5 gennaio 1565) è stato un poeta italiano.

## Biografia
Scroffa, laureato in giurisprudenza nell'Università di Padova, esercitò la professione di avvocato a Vicenza e a Venezia. La sua fama era legata però ai Cantici di Fidenzio, singolare canzoniere amoroso da lui composto attorno alla metà del Cinquecento. Nei Cantici di Fidenzio sono felicemente satireggiate due diverse manie del grammatico Pietro Fidenzio Giunteo da Montagnana, noto anche come Glottocrisio («lingua d'oro»): la loquela farcita di affettati latinismi e l'infatuazione per il bel discepolo Camillo. Cantando maliziosamente le «tumidule genule» e i «vulpei villi» dell'alunno, vale a dire le sue gotuzze paffutelle e i suoi peli paragonabili a quelli di una volpe, lo Scroffa non si limita a ridicolizzare la pedanteria linguistica di un «ludimagistro» (maestro di scuola) culturalmente arretrato, ma attua anche un efficace ribaltamento comico del trito formulario della lirica petrarchesca.
L'originale operina ebbe notevole fortuna e numerosi imitatori, avviando un nuovo genere poetico, detto appunto poesia fidenziana. La poesia fidenziana, per il particolare rapporto in essa stabilito tra il volgare italiano e il latino, rappresenta quasi l'opposto della poesia maccheronica.